# Andrzej Gawędzki
Andrzej Gawędzki (ur. 30 listopada 1893 w Mariampolu, zm. 15 lutego 1977 w Rosario, Argentyna) – polski ksiądz katolicki.

## Życiorys

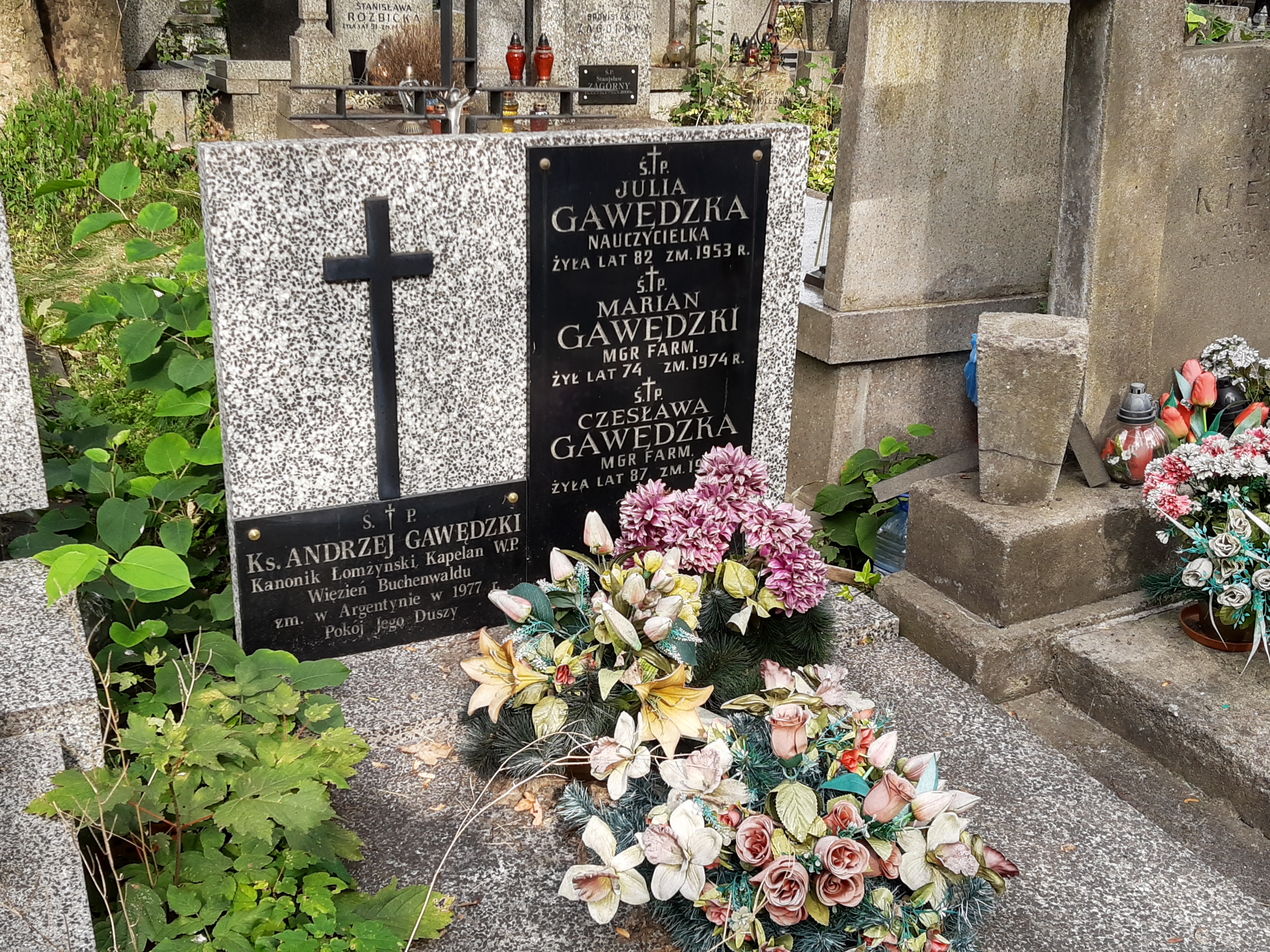
Grób ks. Andrzeja Gawędzkiego na cmentarzu Bródnowskim w Warszawie

Syn Romana i Julii z Sobolewskich. Ukończył gimnazjum w Suwałkach. Następnie wstąpił do seminarium w Sejnach. Po przyjęciu święceń kapłańskich 21 maja 1916 wyjechał na wschód, gdzie od 1 czerwca tego samego roku pełnił funkcję kapelana polskich uchodźców w Mohylewie, od lipca 1917 był wikariuszem w Mińsku, a trzy miesiące później został kapelanem I Korpusu Polskiego.
Od listopada 1918 był wikariuszem w Augustowie, we wrześniu następnego roku wyjechał do Łomży, gdzie pracował w kurii diecezjalnej i był prefektem szkolnym.
Po wybuchu wojny polsko-bolszewickiej został kapelanem wojskowym i pełnił tę rolę do maja 1921. Później został zweryfikowany w stopniu kapelana rezerwy ze starszeństwem 1 czerwca 1919 roku w duchowieństwie wojskowym wyznania rzymskokatolickiego.
Przez kolejne dwa lata przebywał w Łomży, gdzie równocześnie był sekretarzem stowarzyszenia i prefektem gimnazjalnym. Od 1923 przez rok pełnił funkcję rektora w kościele w Tykocinie, a następnie otrzymał probostwo w Jedwabnem i mieszkał tam sześć lat. Od marca 1930 do stycznia 1931 obejmował probostwo w Szczuczynie, aby później zostać przeniesionym do Grajewa. Przez osiem lat był proboszczem w tamtejszej Parafii Trójcy Przenajświętszej, w kwietniu 1931 został również dziekanem dekanatu szczuczyńskiego.
Polowa Kuria Biskupia 15 marca 1938 mianowała Andrzeja Gawędzkiego na kapelana pomocniczego garnizonu w Grajewie, w którym stacjonował 9 pułk strzelców konnych. 24 sierpnia 1939 roku został zmobilizowany i wyznaczony na stanowisko kapelana 9 pułku strzelców konnych. W szeregach tego pułku odbył kampanię wrześniową. Wziął udział w bitwie pod Kockiem. 6 października dostał się do niemieckiej niewoli. Początkowo przebywał w Oflagu VIIA w Murnau, od grudnia 1939 w Rottenbergu, w kwietniu 1940 został przeniesiony do Buchenwaldu, a od lipca 1942 w Dachau, gdzie pracował niewolniczo w pozycji klęczącej i był ofiarą eksperymentów medycznych. Po wyzwoleniu obozu w Dachau 29 kwietnia 1945 roku, zgodnie z poleceniem biskupa, wyjechał do Włoch, gdzie został kapelanem 5 polowego szpitala ewakuacyjnego.
W 1947, razem z częścią zdemobilizowanych żołnierzy wyemigrował do Argentyny. Zamieszkał w Rosario pełniąc funkcję duszpasterza szkoły żeńskiej działającej przy zakonie sióstr dominikanek. Postępująca choroba wywołana doświadczeniami w czasach niewoli sprawiła, że miał problemy z poruszaniem się i pamięcią. Oficjalnie przestał być grajewskim proboszczem dopiero w 1947, w uznaniu zasług kapituła katedry łomżyńskiej nadała Andrzejowi Gawędzkiemu godność kanonika honorowego, osiem lat później został prałatem papieskim. Został też mianowany na stopień podpułkownika. Zmarł w 1977, zgodnie z jego wolą ciało sprowadzono do Polski, został pochowany na cmentarzu Bródnowskim (kwatera 24 L-III-27).

## Ordery i odznaczenia
- Krzyż Komandorski Orderu Odrodzenia Polski (11 listopada 1969)[3]
- Krzyż Walecznych
- Złoty Krzyż Zasługi (17 stycznia 1938)[4]
- Medal Niepodległości (10 grudnia 1931)[5]